# Wayne Pullen
Wayne Pullen, född 27 februari 1945, är en kanadensisk bågskytt. Han deltog vid olympiska sommarspelen 1972.